# Stadion 1000-lecia w Turku
Stadion 1000-lecia w Turku – stadion piłkarski zlokalizowany przy ul. Sportowej 3 w Turku, należący do miasta Turek. Na tym stadionie rozgrywał swoje mecze Tur Turek w sezonie 2009/2010 w II lidze piłki nożnej. Stadion budowano w latach 1965–1966, wtedy, od sezonu 1966/67 drużyna Tura Turek, występująca wówczas pod nazwą MZKS Tur Turek rozpoczęła grę na Stadionie 1000-lecia. Przez półtora roku, w trakcie budowy, drużyna Tura rozgrywała swoje mecze w Kaliszu.